# Frank Wilson
Frank Wilson (Houston, 05 de dezembro de 1940 - 27 de setembro de 2012), foi um músico dos Estados Unidos da América. Ele deixou a gravadora Motown no final da década de 1970 para se dedicar ao cristianismo, trabalhando como pastor e conselheiro de diferentes organizações cristãs e também como produtor musical de artistas gospel.